# Carlos Manuel Urzúa Macías
Carlos Manuel Urzúa Macías, né le 9 juin 1955 à Aguascalientes (Aguascalientes) et mort le 19 février 2024 à Mexico, est un économiste et homme politique mexicain.
Il est secrétaire aux Finances au sein du gouvernement du District Fédéral de Mexico, puis brièvement secrétaire aux Finances et au Crédit public au sein du gouvernement mexicain.

## Biographie
Carlos Manuel Urzúa Macías est membre de l'Académie mexicaine des sciences. Il a suivi des études de mathématiques, et a obtenu une licence à l'Institut de technologie et d'études supérieures de Monterrey et un master au Centre de recherches et d'études avancées de l'Institut polytechnique national. Il a ensuite obtenu son doctorat en économie à l'université du Wisconsin.
Il a d'abord été secrétaire aux Finances au sein du gouvernement du District Fédéral de Mexico de 2000 à 2003. 
En 2017, il est nommé par Andrés Manuel López Obrador pour faire partie de son gouvernement, en tant que secrétaire aux Finances et au Crédit public. Il multiplie les rencontres avec des représentants de fonds d’investissement, du patronat et de fonctionnaires américains du département du Trésor pour les rassurer : « Nous ne sommes vraiment pas de gauche. Plutôt à gauche du centre », explique-t-il. Il entre en fonction le 1er décembre 2018,, mais démissionne le 9 juillet 2019 en invoquant des divergences avec le reste de l'administration en matière de politique économique. Il explique à cette occasion que : « Des décisions de politique publique ont été prises sans un soutien suffisant. Je suis convaincu que toute politique économique doit être menée sur la base de preuves, en tenant compte des divers effets qu'elle peut avoir et en s'affranchissant de tout extrémisme, qu'il soit de droite ou de gauche. Cependant, lors de ma gestion de ce secrétariat, ces convictions n'ont pas trouvé d'écho. En plus de cela, j’estime inacceptable de m'être fait imposer des fonctionnaires qui n’ont aucune connaissance des Finances publiques. Ces nominations ont été imposées par des personnes influentes du gouvernement actuel, aux prises avec un conflit d'intérêts manifeste » ,.